# Blackmagic Design
Blackmagic Design Pty. Ltd ist ein australisches Technologie-Unternehmen, welches im Jahr 2002 gegründet wurde. Es hat sich auf die Unterhaltungsindustrie spezialisiert. Blackmagic ist für seine Codecs, die auf Blackmagic-Software und -Hardware basieren bekannt. Blackmagic Design hat seinen Sitz in Australien und Niederlassungen in den USA, Amsterdam, Japan und Singapur.

## Geschichte
Das Unternehmen wurde im Jahr 2002 von Grant Petty gegründet und brachte die ersten Produkte im selben Jahr auf den Markt. Darunter befand sich eine „Capture Card“ mit der Bezeichnung „DeckLink“, die es ermöglicht hat, unkomprimiert Videos mit 10 Bit Farbtiefe zu speichern. Später wurde eine neue Version für Windows veröffentlicht, die auch Funktionen für Farbkorrektur und Adobe Premiere Unterstützung hatte. Im Jahre 2005 kamen weitere Produkte hinzu, wie etwa PCIe Karten. Vier Jahre später übernahm das Unternehmen Da Vinci Systems, ein Unternehmen, welches eine Reihe von Auszeichnungen auf dem Gebiet der Farbkorrektur gewonnen hat.
Auf der jährlich stattfindenden Messe für Rundfunksender (National Association of Broadcasters) hat das Unternehmen die Blackmagic Cinema Kamera vorgestellt, welche im Jahr 2012 vor allem durch den niedrigen Preis aufgefallen ist.

## Wirtschaftliche Entwicklung
Im Geschäftsjahr 2017 hat das Unternehmen einen Umsatz von ca. 300 Millionen US-Dollar erwirtschaftet. Aktuell sind 350 Mitarbeiter in der Firmenzentrale in Australien und 600 Mitarbeiter in Singapur und Indonesien beschäftigt.

### Kooperation mit anderen Unternehmen
Im Jahr 2018 kündigte Apple an, eine Partnerschaft mit Blackmagic Design eingehen zu wollen und gemeinsam eine eGPU auf den Markt zu bringen. Für Blackmagic Design war es die größte Zusammenarbeit in der bisherigen Unternehmensgeschichte.

## Produkte
Produkte umfassen:
- Videokameras
  - Blackmagic URSA Mini Pro 12K
  - Blackmagic URSA Mini Pro 4.6K G2

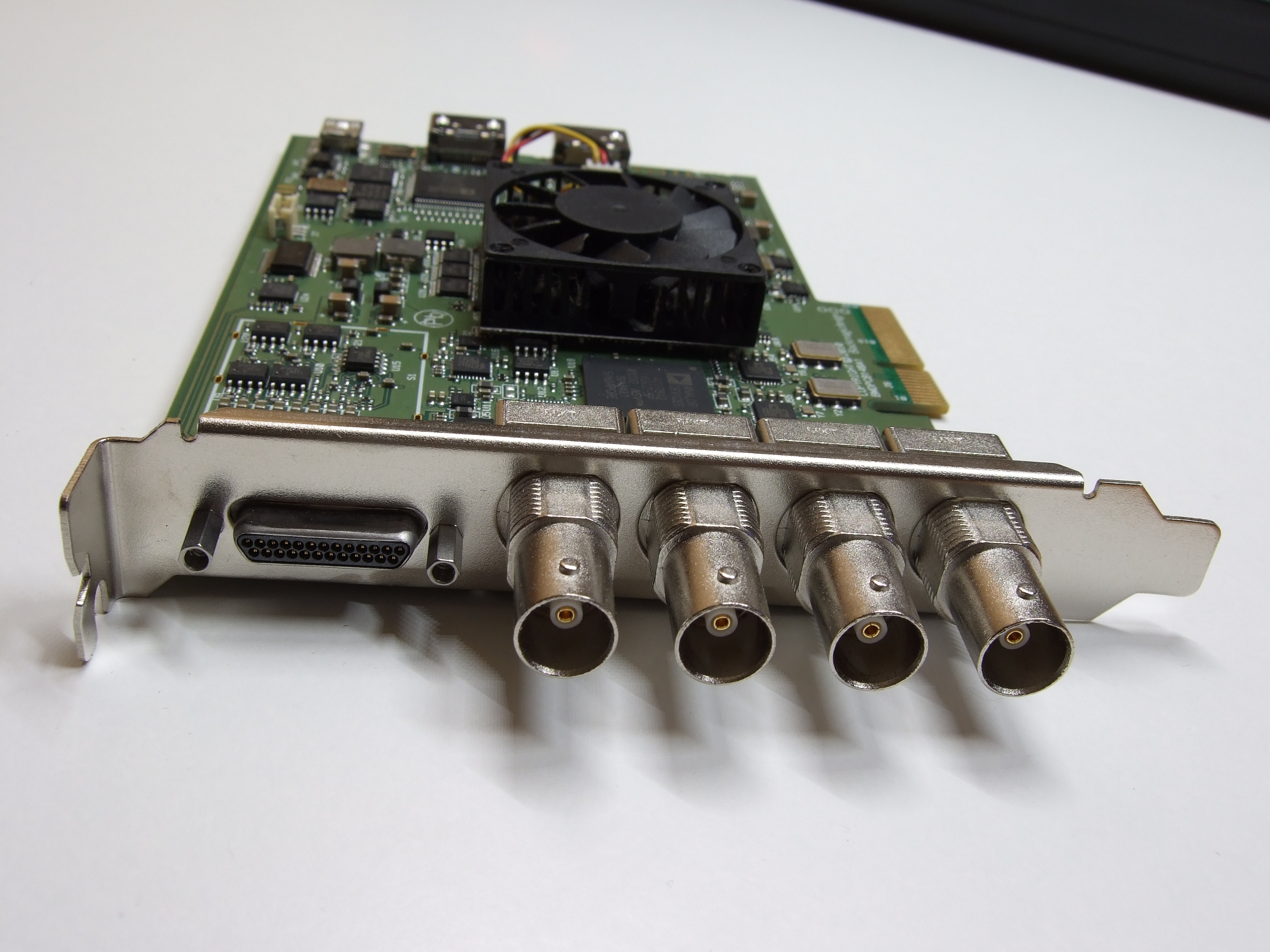
DeckLink HD Extreme 3D Dual Link 3 Gb/s SDI PCIe-Framegrabber

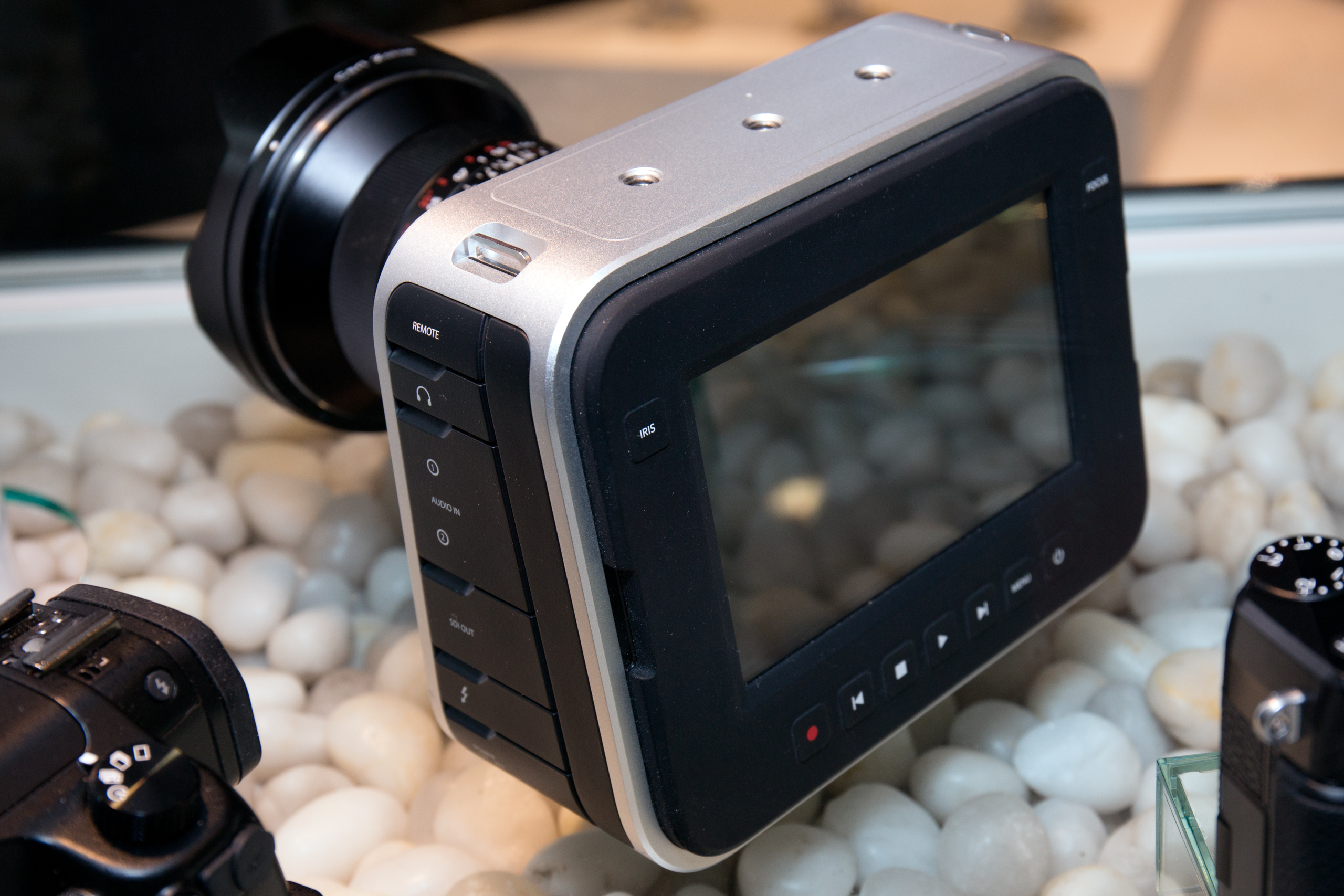
Blackmagic Cinema Camera

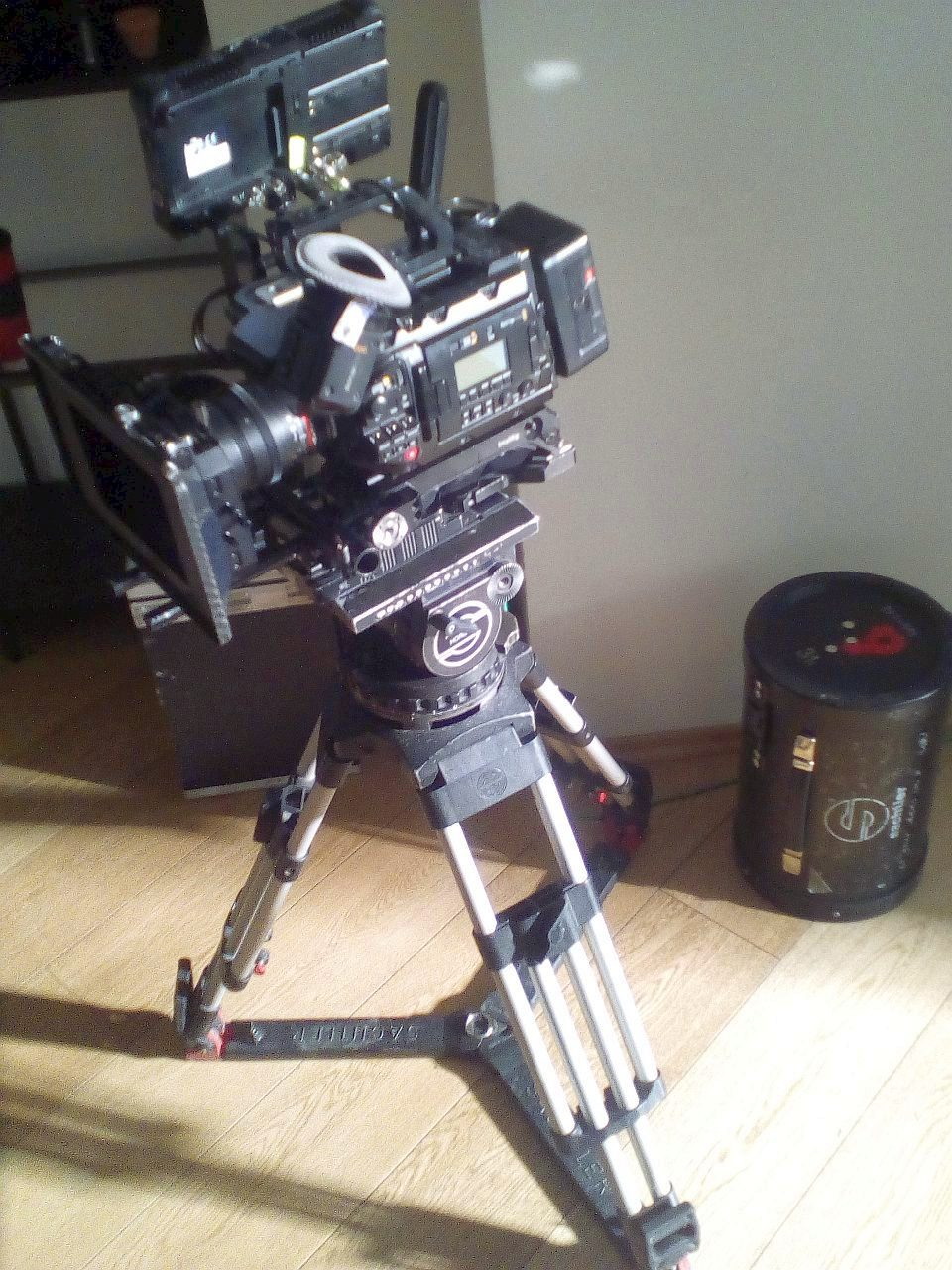
Blackmagic URSA mini

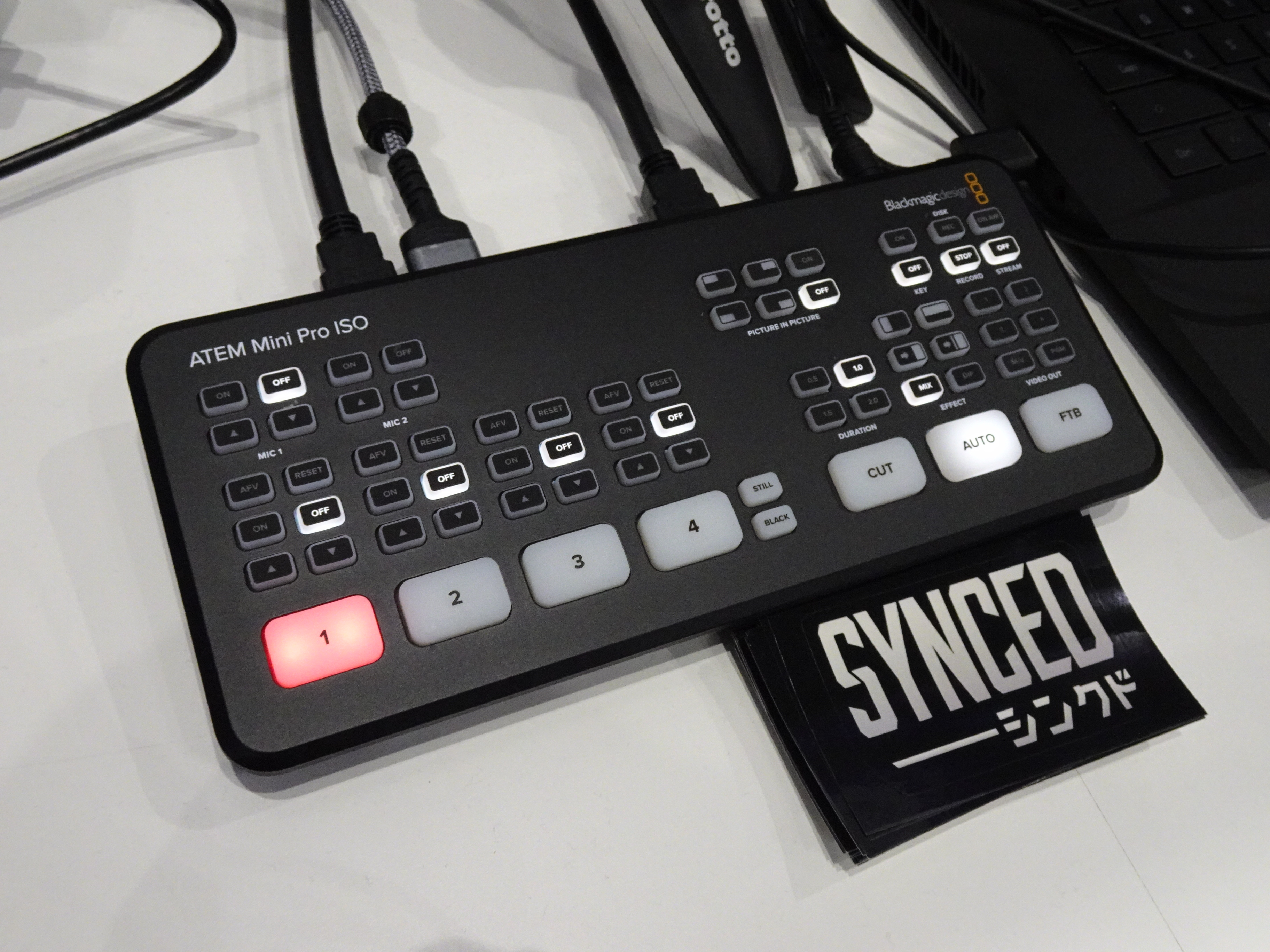
ATEM Mini Pro ISO

  - Blackmagic Pocket Cinema Camera 6K
  - Blackmagic Pocket Cinema Camera 6K Pro (Modell 2021)
  - Blackmagic Pocket Cinema Camera 4K
  - Blackmagic Pocket Cinema Camera („BMPCC“)
  - Blackmagic Micro Cinema Camera („BMMCC“)
  - Blackmagic Micro Studio Camera 4K
  - Blackmagic Cinema Camera („BMCC“)
  - Blackmagic Studio Camera
  - Blackmagic URSA Broadcast
  - Blackmagic URSA Broadcast G2
- ATEM Mini
- ATEM Mini Pro
- ATEM Mini Pro ISO
- Micro and Mini Converters
- Blackmagic Audio Monitor 12GVid
- Blackmagic Video Assist
- Blackmagic SmartView
- DaVinci Resolve Panel
- DaVinci Resolve Keyboard
- Ultimatte 12

### Software
- Fusion Studio
- DaVinci Resolve

## Verwendung in Filmen
Blackmagic Design gab bekannt, dass bei mehr als 30 weltweiten Filmveröffentlichungen der Sommersaison 2018 in der Produktion und in der Nachproduktion zahlreiche Blackmagic-Design-Produkte verwendet wurden, darunter digitale Filmkameras, DaVinci-Resolve-Studio-Bearbeitung, Farbkorrektur- und Audio-Postproduktionsanwendung und mehr. Dazu gehörten einige der größten Blockbuster des Sommers, wie Deadpool 2 und Jurassic World: Das gefallene Königreich.
Die Ursa Mini und Ursa Mini Pro Kameras gehören zu den für Netflix-Produktionen zugelassenen UHD Kameras.

## Verwendung in Serien und Fernsehsendungen
Blackmagic Design gab ebenfalls bekannt, dass die Produkte des Unternehmens zur Fertigstellung vieler neuer und wiederkehrender Fernsehsendungen und Streaming-Serien der Saison 2018 verwendet wurden. Mehr als 55 Shows nutzen die digitalen Filmkameras von Blackmagic Design. Darüber hinaus wurden folgende Produkte verwendet: Fusion-Studio-Software für visuelle Effekte (VFX), Compositing, 3D- und Motion-Graphics-Software, DaVinci-Resolve-Studio-Bearbeitung, Farbkorrektur- und digitale Audiosoftware und seine Umschalter, Router, Monitore sowie Aufnahme- und Wiedergabegeräte.

## Standorte
- Vereinigte Staaten von Amerika
- Australien
- Japan
- Europa
- Asien